# همه مردان بی‌کفایت
همه مردان بی‌کفایت (ایتالیایی: Tutti gli uomini del deficiente) یک فیلم کمدی ایتالیایی به کارگردانی پائولو کوستلا است که در سال ۱۹۹۹ منتشر شد.

## بازیگران
- آرنولدو فوآ
- کلاودیا جرینی
- لوچانا لیتیتستو
- فابیو د لوئیجی
- جیجو آلبرتی
- جووانی اسپوزیتو
- مارینا ماسیرونی
- کارلا سینیوریس
- فرانچسکو سالوی
- هاروهیکو یامانوچی
- زوتسورو
- پائولو هندل
- فرانچسکو پائولانتونی
- آلسیا مارکوتسی
- آلدو، جووانی و جاکومو
- جوئله دیکس
- رُزالینا نِـری
- رنتسو رینالدی